# Ламберт Ломбард

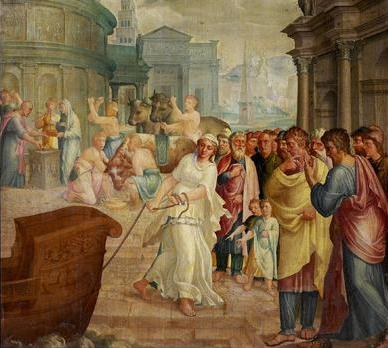
Les Femmes Vertueuses

Ламберт Ломбард  (нід. Lambert Lombard; 1505 або 1506, Льєж — серпень 1566 року, Льєж) — південноголландський живописець, гравер,  архітектор, археолог, колекціонер, нумізмат, педагог, письменник, історик мистецтва епохи Ренесансу.

## Біографія

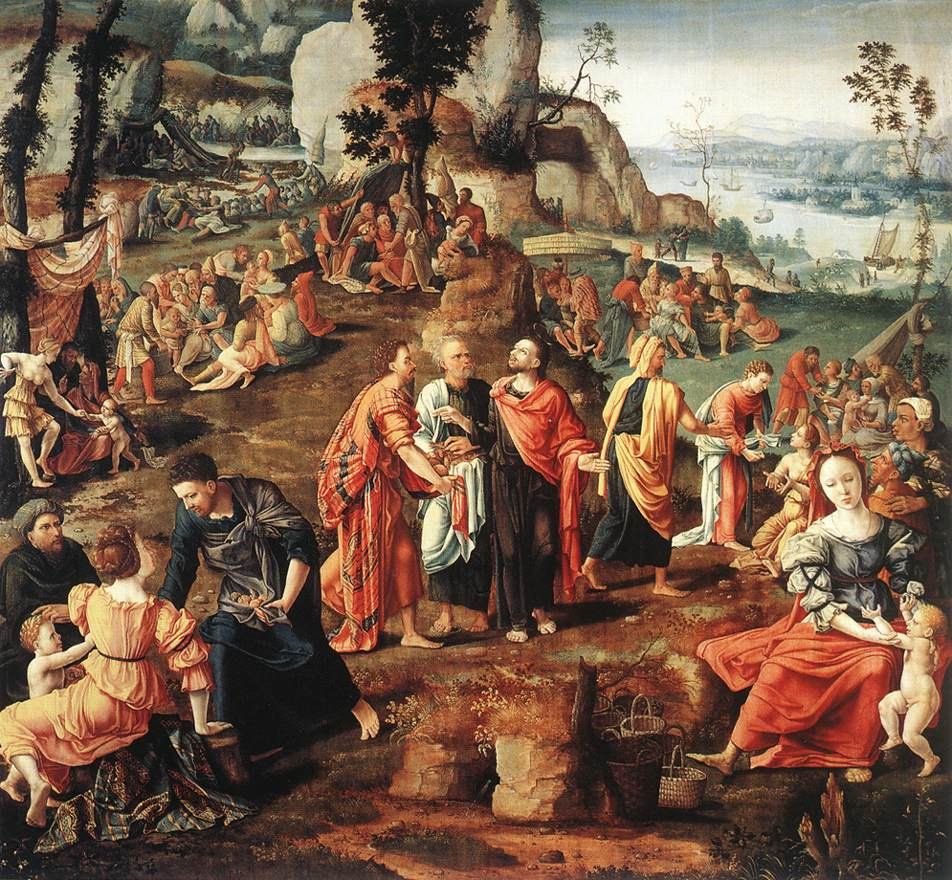
Диво з хлібом і рибою

Ламберт Ломбард народився у місті Льєжі. Мистецьку освіту здобув в Антверпені, звідти вирушив в  Зеландію. Навчався у Яна ван Скорел і Яна Госсарта (Мобежского), з яким працював у Міддельбурзі.
У 1532 році він став  придворним художником і архітектором.
Англійський кардинал Р. Поль узяв його з собою до Італії, де він розвинувся під впливом місцевих класичних майстрів, особливо, Мікеланджело і  Рафаеля. У 1537—1538 працював у Римі.
Повернувшись знавцем літератури, археології та теорії мистецтва, Л. Ломбард поселився в Лютте. У 1538—1566 рр. — у Льєжі. Повернувшись на батьківщину, художник заснував першу академію мистецтв на північ від Альп.
Творчість Ломбарда, як архітектора, вплинула на реконструкцію міста Льєжа в епоху Відродження.
Підписані ним малюнки зустрічаються в багатьох колекціях, а його композиції, відтворені іншими в гравюрі, нараховуються кількома десятками.
Робіт олійними фарбами, що безперечно йому належать, збереглося небагато. Приписувані йому картини у  віденській, Мюнхенській, Берлінській і Ольденбургській галереях, в Ермітажі («Поклоніння волхвів» і «Богоматір з Немовлям»), у бельгійських громадських і приватних колекціях — всі сумнівні.
Одна з небагатьох — алегорія «Милосердя», картина, в якій відчувається слідування італійським зразкам, і «Автопортрет» дають наочне уявлення про творчість цього майстра. Полотно «Милосердя» визначене, як робота Ламберта Ломбарда, порівняно недавно. Дотримання італійським зразкам проявляється в ній так сильно, що довгий час її вважали твором італійського художника.

## Творчість
Наскільки можна судити про художника за його малюнками і гравюрами, він був відмінний знавець перспективи і архітектурних стилів, умілий і тонкий рисувальник; наслідуючи корифеям італійського живопису, він не втратив, проте, нідерландського почуття форм.
Серед його учнів був Франс Флоріс, Хендрік Гольціус, Віллем Кей та інші.

## Пам'ять

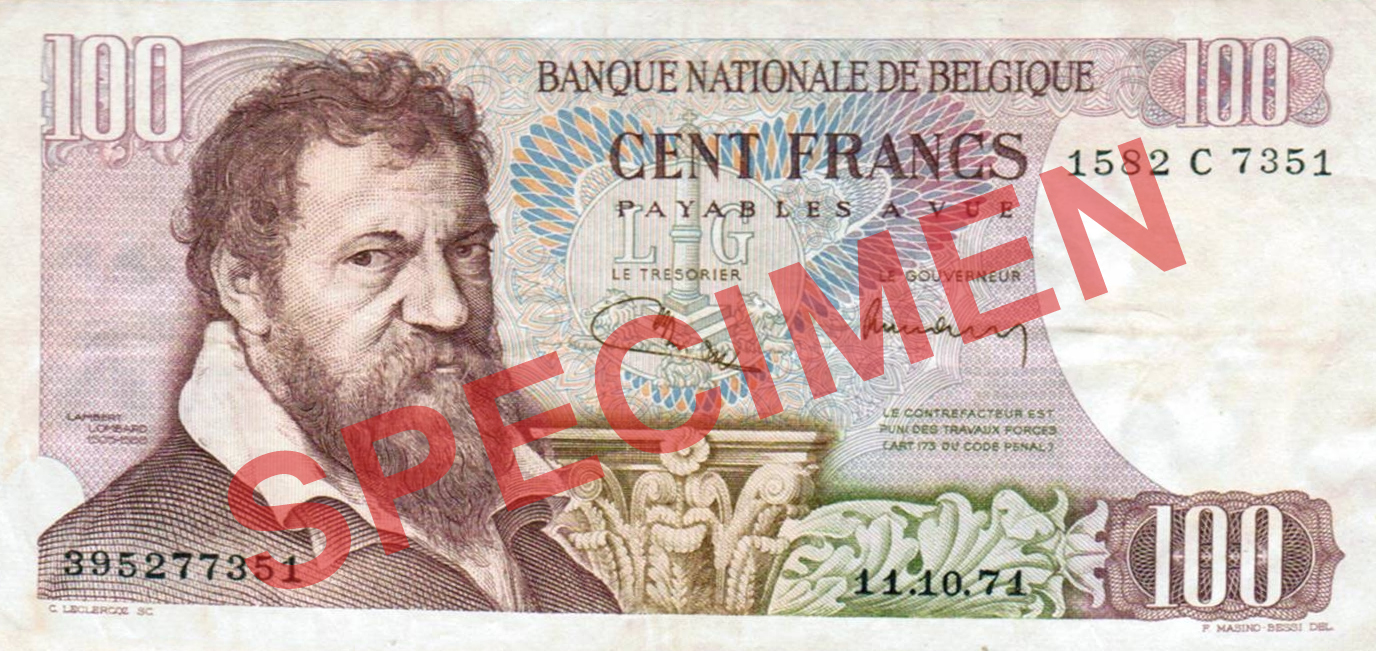
100-франкова банкнота Бельгії, з зображенням Ламберта Ломбарда.

Перед введенням євро в Бельгії була в обігу 100-франкова банкнота, з зображенням Ламберта Ломбарда.